# Twins Seven-Seven
Książę Twins Seven-Seven, właśc. Taiwo Olaniyi Oyewale-Toyeje Oyelale Osuntoki (ur. 3 maja 1944 w Ogidi Ikimu w stanie Kogi, zm. 16 czerwca 2011 w Ibadanie) – nigeryjski malarz, rzeźbiarz, aktor, poeta oraz muzyk.

## Życiorys
Początki jego kariery sięgają lat '60 XX wieku, gdy stał się uczniem tzw. szkoły Oshogbo prowadzonej przez Ullie Beiera. Jego twórczość jest silnie związana z wierzeniami grupy etnicznej Yoruba. W maju 2005 roku otrzymał tytuł UNESCO Artysta dla Pokoju.
Jako młodzieniec dołączył do grupy podróżującej po kraju ze spektaklami i zaczął zarabiać na życie jako tancerz. W 1964 roku trafili do Oshogbo, gdzie wypatrzył go Ullie Beier i zaprosił na prowadzone przez siebie warsztaty dla młodych artystów. Dzięki odkrytym wtedy talentom założono tzw. szkołę Oshogbo, której stał się (z czasem) najbardziej znanym reprezentantem. W ciągu roku jego prace pojawiły się na wystawach w Nigerii, Czechosłowacji oraz Stanach Zjednoczonych. Zostały one dobrze przyjęte, a sam artysta stał się rozpoznawalny. Zaangażował się w działalność na scenie politycznej, muzycznej i filmowej. W tym czasie przez przypadek odkrył, że należy do rodu królewskiego i od tamtej pory zarówno przed nazwiskiem jak i pseudonimem dodaje swój książęcy tytuł – prince.
Jego sztuka, zwłaszcza w początkowym okresie twórczości, charakteryzuje się silnym powiązaniem z mitologią i kosmogonią ludu Yoruba. Jego dzieła wypełnione były wtedy miejscowymi ludźmi, zwierzętami, roślinami i bóstwami. W późniejszym etapie, malarz nie bał się poruszać kwestii społecznych i politycznych (w tym krytykować ówczesną politykę rządu Nigerii). Jego technikę malarską cechuje bogactwo ornamentyki, za to brak poszanowania dla zasad perspektywy czy proporcji.